# 970.
970. je osmo desetletje v 10. stoletju med letoma 970 in 979. 